# 藍守素
藍守素（16世紀—17世紀），字四洲，鳳陽府滁州人，明朝軍事人物。

## 生平
藍守素在萬曆四十六年（1612年）中武舉人，天啟二年（1622年）成武進士，擔任四川都指揮使。崇禎八年（1635年）時流寇蹂躪江北，他知道對方一定會入侵，因此自製火器「九龍鎗」，以及準備火藥交給上級作守備；次年（1636年）正月流寇來臨，鄉民崔維崧拿著九龍鎗出戰，對方不知道鎗的威力，於是遭殲滅，此戰後各府縣都仿效藍守素製造九龍鎗。

## 引用
1. 1 2  光緒《滁州志·卷七·列傳》：藍守素，字四洲，武進士，任四川都指揮使。崇禎乙亥寇蹂江北，守素知必至滁，預製火器、九龍槍及火藥等賫歸上之官，為守禦備。丙子正月城守，深得其力。
2. ↑  光緒《滁州志·卷六·選舉志》：（天啟）壬戌（武進士） 藍守素……（萬曆）戊午（武舉人） 藍守素 見進士
3. ↑  道光《安徽通志·卷一百六十二·人物志 宦績》：同州藍守素，字四洲，以武進士任四川都指揮使，自製火器名九龍鎗，每用以郤敵。流寇攻滁，其鄉人崔維崧者持九龍出戰，賊弗之識，遂殲焉。由是諸郡倣而製之。 《滁州志》